# Asterropteryx ovata
 Asterropteryx ovata  es una especie de peces de la familia de los Gobiidae en el orden de los Perciformes.

## Morfología
Los machos pueden llegar a alcanzar los 2,7 cm de longitud total.

## Hábitat
Es un pez de Mar y, de clima tropical y asociado a los arrecifes de coral que vive entre 15-40 m de profundidad.

## Distribución geográfica
Se encuentra en el Pacífico occidental: Sulawesi (Indonesia), Ponape (las Islas Carolinas) y diversas áreas de las aguas territoriales del Japón.

## Observaciones
Es inofensivo para los humanos.